# Kowyłkino
Kowyłkino (ros. Ковылкино, moksza Лашма Ош) – miasto w Rosji, centrum administracyjne Rejonu kowyłkińskiego w Mordowii. Usytuowane jest 116 km na południowy zachód od Sarańska. W 2020 liczyło 18857 mieszkańców.